# Ottendorf (ved Kiel)
Ottendorf er en kommune og en by i det nordlige Tyskland, beliggende i Amt Achterwehr under Kreis Rendsborg-Egernførde. Kreis Rendsborg-Egernførde ligger i den centrale del af delstaten Slesvig-Holsten.

## Geografi
Kommunen ligger få kilometer vest for delstatshovedstaden Kiel og er med buslinie 640 forbundet med Kiels centrum.